# Arc de Drusus
L'arc de Drusus est un arc de triomphe érigé en l'honneur de Drusus, fils adoptif d'Auguste, peu après sa mort à la fin du Ier siècle av. J.-C.

## Localisation
L'arc est cité dans les catalogues régionnaires qui le place dans la Regio I Capena. Il devait être construit au départ de la Via Appia, au niveau de l'actuelle Porta San Sebastiano (Porta Appia) dans le rione de Celio. Il aurait donné son nom au Vicus Drusianus, une voie partant vers le nord-est depuis l'arc et qui correspond quasiment à l'actuelle Via della Ferratella.
Des fondations d'un arc, datées de la fin du Ier siècle av. J.-C., ont été retrouvées en 1931 au cours de travaux d'aménagement de la voie moderne. Elles se trouvent à mi-chemin entre la Porta Appia et l'Aqua Antoniniana Iovia, construit en 213 par Caracalla comme branche secondaire à l'aqueduc de l'Aqua Marcia afin d'alimenter en eau ses nouveaux thermes. Il pourrait s'agir des fondations de l'arc de Drusus. La voûte de l'aqueduc passant au-dessus de la Via Appia est aménagée en arc monumental, elle est encore visible aujourd'hui et baptisée à tort Arco di Druso.

## Histoire

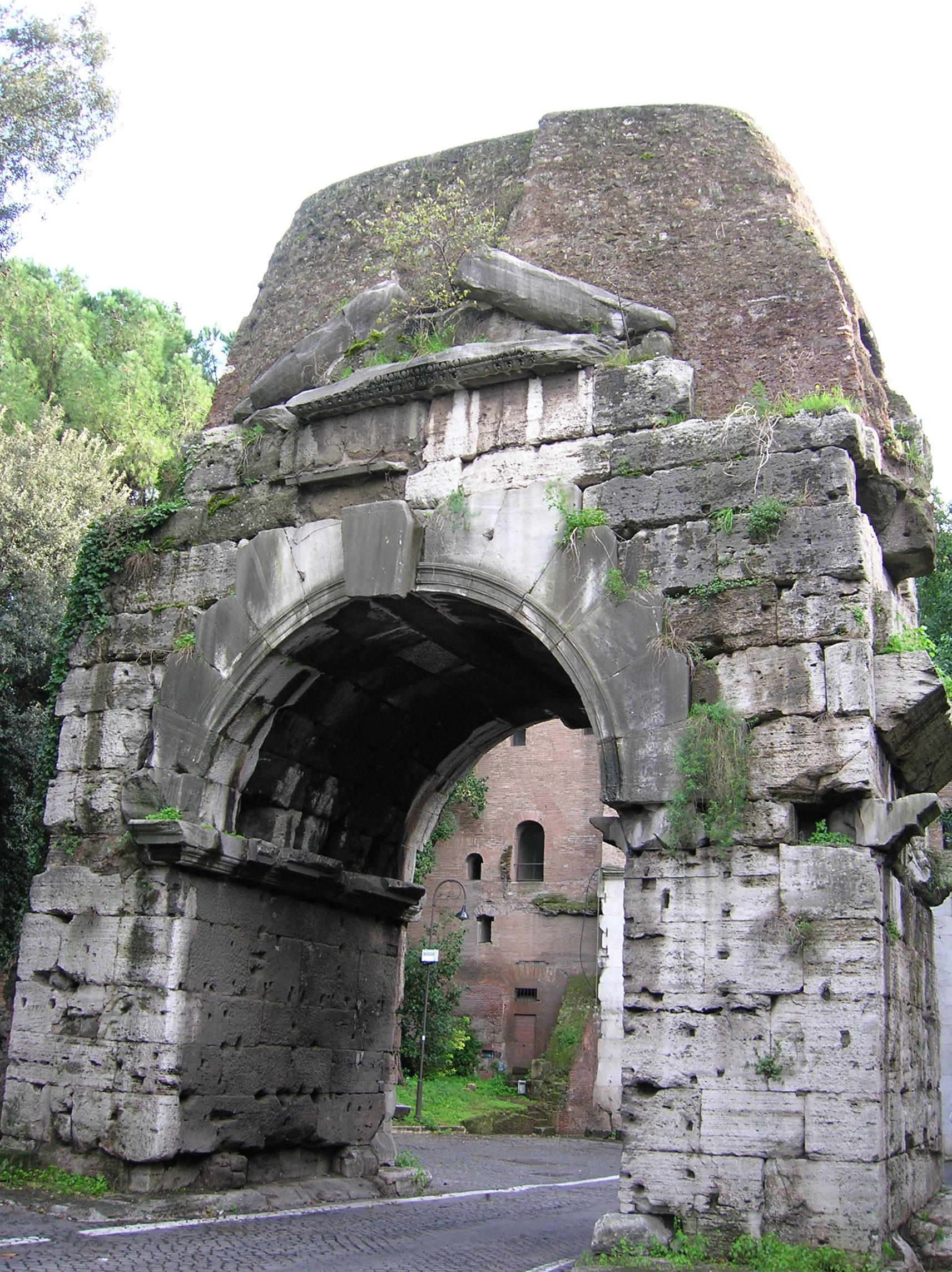
Vue de la face interne de l'arc de Drusus.

L'arc de triomphe aurait été érigé par le Sénat en l'honneur du général romain Nero Claudius Drusus, fils adoptif d'Auguste et père de Claude, mort en 9 av. J.-C.. Jusqu'à la construction de la Porta Appia, l'arc fait office d'entrée monumentale pour qui entre dans Rome en suivant la Via Appia.

« Le Sénat, entre autres honneurs, lui vota un arc de triomphe en marbre avec des trophées sur la voie Appienne, et lui décerna le nom de Germanicus, à lui et à ses descendants. »

— Suétone (traduction de M. Baudement, 1845), Vie des douze Césars, Claude, I, 7.
Entre le IIIe siècle et le début du Ve siècle, l'arc est intégré à la structure défensive de la Porta Appia lors de la reconstruction et de l'agrandissement de cette dernière, peut-être sous Flavius Honorius. Une cour intérieure est construite en arrière de la porte du mur d'Aurélien et l'arc de Drusus sert de porte d'accès interne. Il doit donc encore être debout au VIIIe siècle, époque à laquelle une série d'inscriptions est retranscrite, mentionnant Drusus à plusieurs reprises.